# Кимбърли
Кимбърли (на английски: Kimberly) е град в окръг Туин Фолс, щата Айдахо, САЩ. Кимбърли е с население от 2614 жители (2000) и обща площ от 2,1 km². Намира се на 1196 m надморска височина. ЗИП кодът му е 83341, а телефонният му код е 208.